# Metagonia globulosa
Metagonia globulosa is een spinnensoort uit de familie trilspinnen (Pholcidae). De soort komt voor in Peru en Bolivia.